# Uranotaenia husaini
Uranotaenia husaini är en tvåvingeart som beskrevs av Qutubuddin 1946. Uranotaenia husaini ingår i släktet Uranotaenia och familjen stickmyggor. Inga underarter finns listade i Catalogue of Life.